# Iguana cafè
Iguana cafè - Latin blues e melodie è il diciannovesimo album in studio del cantautore italiano Pino Daniele, pubblicato nel 2005.

## Descrizione
Con Iguana cafè, Pino Daniele, sperimenta una sintesi tra il blues e sonorità caraibiche, con ampio spazio all'utilizzo della chitarra acustica. Il disco fu il 37º album più venduto dell'anno, raggiungendo come picco nella classifica il 2º posto. Da questo album verranno estratti i singoli It's now or never, Occhi che sanno parlare e Narcisista in azione.

## Tracce
1. Narcisista in azione  3:54
2. Pensando Amor  3:35
3. Maria  2:51
4. Marì  1:20
5. Indifferentemente un ricordo  3:16
6. It's now or never  3:49
7. Ma che tempo fa  3:10
8. Occhi che sanno parlare  2:25
9. Melody  2:26
10. Patricia  3:23
11. Promesse da marinaio  1:21
12. Serenata a fronn' e limone 1:16
13. Voci sospese 1:56

## Formazione
- Pino Daniele - voce, chitarra acustica
- Gianluca Podio - tastiera
- Fabio Massimo Colasanti - chitarra, programmazione
- Naná Vasconcelos - percussioni
- Karl Potter - congas
- Laura Lungu - violino
- Silvia Vicari - violino
- Gaia Orsoni - viola
- Rossella Zampiron - violoncello